# Islomjon Bahromov
Islomjon Bahromov (17 de julio de 1995) es un deportista uzbeko que compite en lucha grecorromana. Ganó una medalla de bronce en el Campeonato Mundial de Lucha de 2023, en la categoría de 60 kg.

## Palmarés internacional
| Campeonato Mundial | Campeonato Mundial | Campeonato Mundial | Campeonato Mundial |
| Año                | Lugar              | Medalla            | Categoría          |
| ------------------ | ------------------ | ------------------ | ------------------ |
| 2023               | Belgrado (Serbia)  | Medalla de bronce  | 60 kg              |